# Saint-Laurent-sous-Coiron
Saint-Laurent-sous-Coiron – miejscowość i gmina we Francji, w regionie Owernia-Rodan-Alpy, w departamencie Ardèche.
Według danych na rok 1990 gminę zamieszkiwało 115 osób, a gęstość zaludnienia wynosiła 7 osób/km² (wśród 2880 gmin regionu Rodan-Alpy Saint-Laurent-sous-Coiron plasuje się na 1506. miejscu pod względem liczby ludności, natomiast pod względem powierzchni na miejscu 685.).